# Children 18:3 (álbum)
Children 18:3 é o álbum de estreia da banda homónima, lançado a 26 de Fevereiro de 2008.
O website de música cristã Jesus Freak Hideout classificou o disco como "puro e refinado, introspectivo e engraçado, emocional e espiritual" e "a melhor surpresa que tivemos nos últimos anos".
O primeiro single atingiu o nº 17 do ChristianRock.Net.
| Críticas profissionais                                                      | Críticas profissionais |
| Avaliações da crítica                                                       | Avaliações da crítica  |
| Fonte                                                                       | Avaliação              |
| --------------------------------------------------------------------------- | ---------------------- |
| allmusic                                                                    | [ 4 ]                  |
| Jesus Freak Hideout                                                         | [ 5 ]                  |
| AbsolutePunk.net                                                            | (88%)                  |
| Esta tabela precisa de ser acompanhada por texto em prosa. Consulte o guia. |                        |

## Faixas
Todas as faixas por David Hostetter, Jr., exceto onde anotado.
1. "All My Balloons" – 2:16
2. "LCM" – 2:16
3. "You Know We're All So Fond of Dying" – 2:48
4. "Search Warrant" – 2:21
5. "Even Sleeping" (Captain/David Hostetter, Jr.) – 3:17
6. "Ditches" – 3:17
7. "The City" – 2:50
8. "Homemade Valentine" (David Hostetter, Jr./Lee Marie Hostetter) – 2:30
9. "Samantha" – 0:55
10. "Mock the Music" – 2:59
11. "A Chance to Say Goodbye" – 2:58
12. "Time and Wasted Bullets" - 3:15
13. "Balloons" (Reprise) - 0:36
14. "Final" - 4:40

## Créditos
- David Hostetter, Jr. – Vocal, guitarra
- Lee Marie Hostetter – Baixo, vocal, vocal de apoio
- Seth Hostetter – Bateria